# Боркейт, Тобиас
Тобиас Бёркейт (норв. Tobias Børkeeiet; 18 апреля 1999 года, Берум, Норвегия) — норвежский футболист, играющий на позиции полузащитник австрийского клуба «Рапид (Вена)».

## Карьера
Боркейт является воспитанником «Стабека». В 2017 году окончил академию клуба, начиная с того же года — игрок основной команды. Привлекался к тренировскам с основой ещё в 2016 году. 11 марта 2018 года дебютировал в чемпионате Норвегии в поединке против «Стрёмсгодсета», выйдя на поле на замену на 86-й минуте вместо Уго Ветлесена.
Выступает за юношеские сборные Норвегии. Вместе со сборной до 19 лет принимал участие в юношеском чемпионате Европы 2018 года. Провёл на турнире все три встречи.